# Convento de las Salesas Reales (Madrid)
El convento de las Salesas Reales, o convento de la Visitación de Nuestra Señora, es un conjunto arquitectónico de la ciudad española de Madrid, del que forman parte la iglesia de Santa Bárbara y el Palacio de Justicia, sede del Tribunal Supremo.

## Historia
En origen, las hermanas salesas, llegadas de Annecy (Alta Saboya) en 1747, ocuparon unas casas en Prado Viejo, de donde se trasladaron a un beaterio existente en la calle San José. De allí pasaron al que sería su emplazamiento definitivo, junto a la Puerta de Recoletos, en la actual calle de Bárbara de Braganza. La reina había comprado allí unos terrenos para su fundación. Su proyecto era no sólo la creación del convento, sino asegurarse un lugar tranquilo donde pudiera residir en caso de la muerte del rey, Fernando VI.

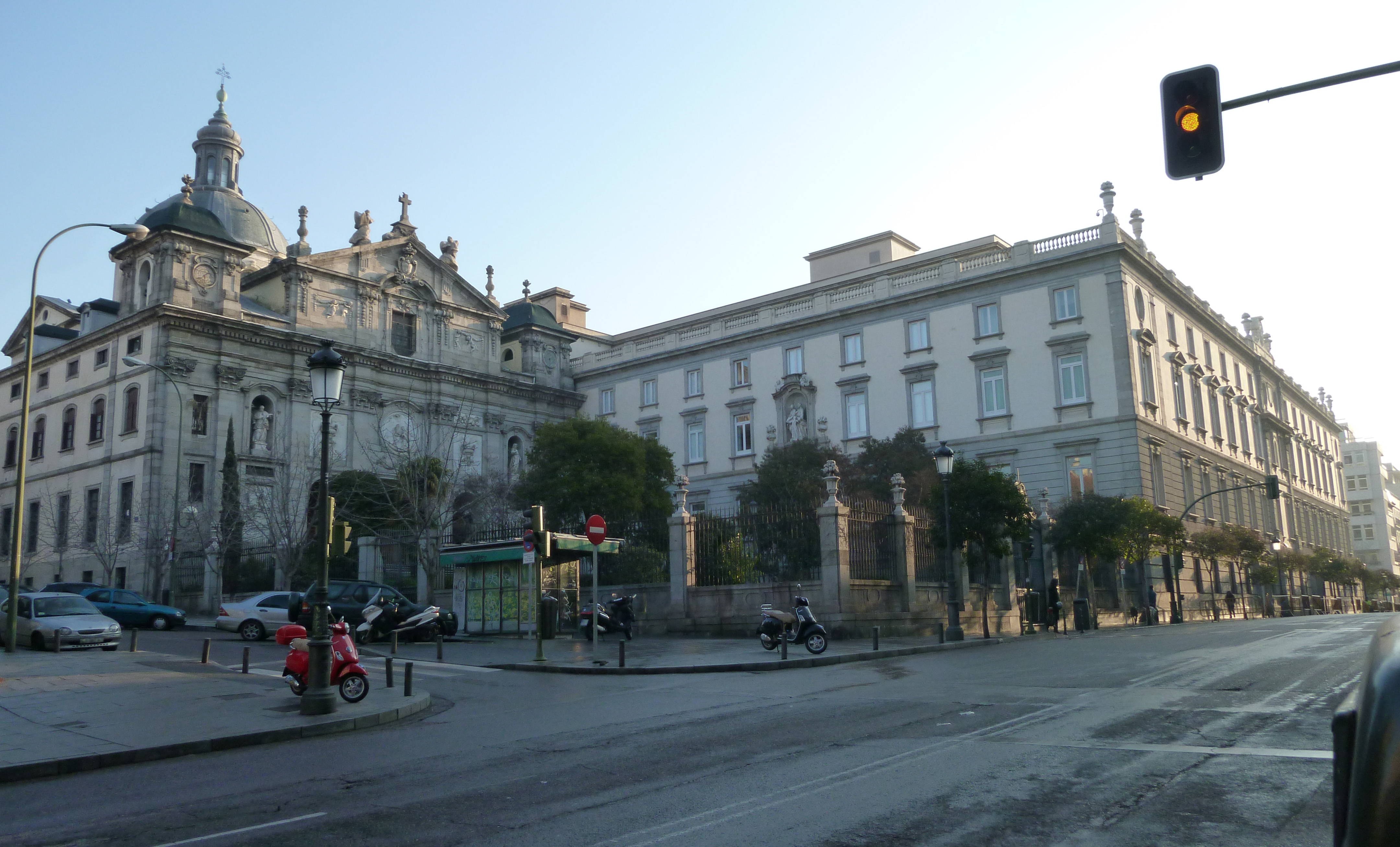
La iglesia a la izquierda y el palacio de Justicia a la derecha

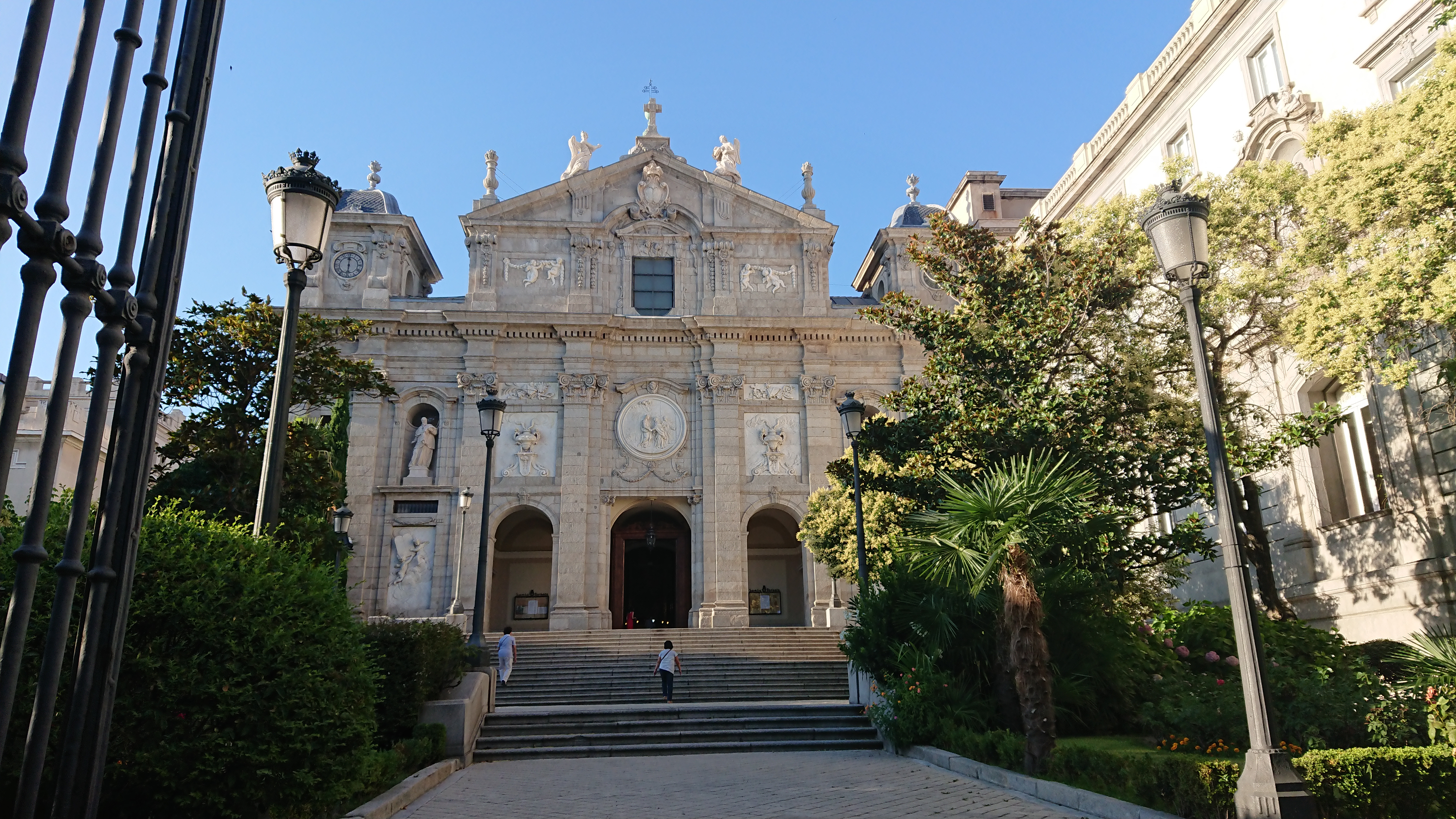
Iglesia de Santa Bárbara

El convento fue fundado en 1748 por la reina Bárbara de Braganza para colegio y residencia de jóvenes de la nobleza, siendo enterrado en la iglesia el rey Fernando VI así como la propia reina fundadora, su esposa. Actualmente, la iglesia acoge la parroquia de santa Bárbara, y el resto de la construcción es sede del Tribunal Supremo.
El convento fue diseñado por el francés François Carlier, aunque debido a un viaje de este a Parma, fue Francisco Moradillo quien lo llevó a cabo, modificando incluso el proyecto original al incluir dos torres-campanario. Las obras, comenzadas en 1750, apenas duraron siete años, inaugurándose templo y convento en 1758, con solemnes ceremonias, en presencia de la reina fundadora, fallecida poco más tarde.
La muerte de la reina no supuso un cambio para el convento, que siguió contando con grandes patrocinadores que lo embellecieron. Cuando en 1870 las religiosas fueron exclaustradas, el convento se destinó a Palacio de Justicia, aunque la iglesia siguió abierta al culto. En septiembre de 1891, ésta se constituyó como parroquia bajo la advocación de Santa Bárbara, en tanto las monjas con algunas piezas artísticas del viejo monasterio se establecieron en un nuevo convento en la calle de Santa Engracia, obra del marqués de Cubas.
En el siglo XX, el ya Palacio de Justicia sufrió dos grandes incendios que afectaron a las antiguas dependencias conventuales, gravemente dañado en el incendio de 1915 en el que resultaron también destruidas numerosas obras de arte depositadas por el Museo del Prado, aunque la iglesia no resultó afectada. La restauración la realizó Joaquín Rojí.
La escalinata que accede a la portada del templo fue realizada en 1930 por Miguel Durán al abrir la nueva calle Bárbara de Braganza.
En 1939, tras el final de la Guerra civil, tuvo lugar una Ceremonia religiosa especial celebrada por las autoridades de la recién instaurada dictadura franquista, con la asistencia de Francisco Franco y otros dignatarios. La ceremonia se celebró solo un día después del llamado "Desfile de la Victoria" y constituyó uno de los eventos que organizó el régimen para celebrar su victoria en la Guerra civil.
El Tribunal de Orden Público tuvo su sede en este edificio desde diciembre de 1963 hasta enero de 1977, siendo actualmente sede del Tribunal Supremo.